# Стриженова Катерина Володимирівна
Катерина Володимирівна Стриженова (нар.. 20 березня 1968, Москва, РРФСР, СРСР) — радянська та російська акторка театру і кіно, пропагандистка, телеведуча. Ведуча телепрограми «Добрий ранок» на «Першому каналі» з січня 1997 року.
За свідоме порушення державного кордону України при в'їзді на територію окупованого Росією Криму у серпні 2017 року разом із чоловіком внесена до бази «Миротворець». Також веде багаторічну антиукраїнську пропаганду в телевізійній програмі «Час покаже».

## Життєпис
Народилася 20 березня 1968 року в Москві.
Батько — Володимир Іларіонович Токмань (1937—1976), журналіст, письменник, засновник і головний редактор журналу «Студентський меридіан» (1974—1976), секретар Харківського обкому комсомолу з пропаганди, працівник ЦК ВЛКСМ, публіцист, нагороджений орденом Дружби народів. Помер від раку, коли Каті було шість років, а сестрі Вікторії — дванадцять. Мати — Валентина Яківна Токмань (нар. 24 жовтня 1940), за освітою філолог. Після смерті чоловіка у віці тридцяти шести років залишилася одна з двома дітьми. Викладала російську мову як іноземну, потім працювала в Адміністрації Президента Росії.
З п'ятирічного віку Катерина почала зніматися в дитячих телевізійних програмах «АБВГДейка», «Будильник» та «Веселі нотки», вела дитячі концерти та вистави. Тоді ж батьки віддали її до московського дитячого ансамблю танцю «Калинка».
Дебютом молодої актриси в кіно стала головна роль дев'ятикласниці Тані Корнілової в сімейній мелодрамі «Лідер» режисера Бориса Дурова, що вийшла на радянські екрани в 1984 році. На зйомках цього фільму в Сочі Катя познайомилася зі своїм майбутнім чоловіком — Олександром Стриженовим, який теж був зайнятий в одній з головних ролей в цій картині.
Закінчила режисерський факультет Московського державного інституту культури.
Грала в спектаклях «Підземка» і «Гамлет» в Театрі Антона Чехова, а також у виставах Державного театру кіноактора. У 1996—1998 роках виконувала роль Мами у дитячому телешоу «Вулиця Сезам».
З січня 1997 року вона працює ведучою телепрограми «Добрий ранок» на російському «Першому каналі» (до 2002 року називався «ОРТ»). З 1997 по 2005 рік вела цю програму в парі зі своїм чоловіком, а з 2005 року — одноосібно.
У 1997 році знялася в кліпах «Буде все, як ти захочеш» та «Їй одній» співака і композитора Олександра Шевченка.
У 2007 році закінчила відділення гештальт-терапії Інституту практичної психології та психоаналізу.
З вересня 2008 року по квітень 2009 року брала участь у проекті Першого каналу «Льодовиковий період-2», де її партнером в танцях на льоду був фігурист був Олексій Тихонов. У вересні, на одному з тренувань Катерина зламала два ребра під час підтримки — так сильно Олексій її тримав. Незважаючи на сильні болі, вона вирішила ризикнути і продовжити кататися, дійшовши до самого фіналу шоу.
Наряди шиє переважно її сестра, модельєр Вікторія Андреянова, випускниця Московського державного текстильного університету імені А. Н. Косигіна.
З грудня 2010 по грудень 2011 року була головним редактором журналу «ITALIA — Made in Italy». Також знімалася в ТВ-ролику зубної пасти «Colgate Total».
З 6 вересня по 11 жовтня 2013 року вела ток-шоу «За і проти» на «Першому каналі» разом з Олександром Гордоном.
29 вересня 2013 року була однією з основних ведучих благодійного телемарафону «Всім світом», присвяченого допомозі постраждалим від повені на Далекому Сході.
25 листопада 2013 року на «Першому каналі» стартував новий телевізійний проект про взаємини між чоловіком і жінкою «Вони і ми», ведучими якого стали Катерина Стриженова та Олександр Гордон.
З 15 вересня 2014 року і донині Катерина веде ток-шоу «Час покаже» на «Першому каналі» в парі з Петром Толстим, потім з Артемом Шейніним, а з 2017 року — з Анатолієм Кузічевим.
29 березня 2021 року в ефірі програми «Час покаже» обговорювався Голодомор 1932-33 років в Україні. Стриженова вирішила блиснути дотепністю і заявила : "Ви нам запропонували покаятися, розділити ці поняття і [то] що з голоду страждали лише на Україні. Така політика. За що ще ми повинні покаятися — після реклами".   Після цих слів вона впала прямо в етері «Першого каналу» та зламала руку. Відео набрало сотні тисяч переглядів і чимало схвальних відгуків від глядачів.

### Особисте життя

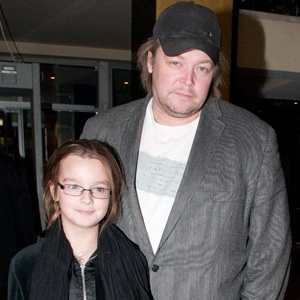
Олександр Стриженов з донькою Олександрою у 2010 році.

- Чоловік — Олександр Стриженов (нар. 6 червня 1969), російський актор театру і кіно, режисер, сценарист, продюсер. Катя і Саша познайомилися, ще будучи школярами, в Сочі на зйомках радянського фільму «Лідер» (1984) режисера Бориса Дурова, в якому обидва були зайняті в головних ролях. Відтоді не розлучалися. Одружилися відразу після повноліття[24]. 25 жовтня 2017 року відзначили в Шанхаї 30-річчя спільного життя.[25]
  - Донька — Анастасія (нар. 13.04.1988). Навчалася у Великій Британії. У 2013 році вийшла заміж за фінансиста Петра Грищенка. Разом з чоловіком живе в Нью-Йорку[26][27], онук Петро (03.04.2018)
  - Донька — Олександра (нар. 19 грудня 2000).[28] Навчалася у математико-економічному класі середньої школи. З трирічного віку займалася художньою гімнастикою у Ірини Вінер. Навчалась танцям в балеті «Тодес». Знялася у фільмах батька «Любов-морков» (2007) та «Юленька» (2009), а також у фільмі режисера Зиновія Ройзмана « У кожного своя війна» (2010).

## Творчість

### Ролі в театрі
- «Лускунчик» — Маша
- «Вшанування» — Санні Хейнз
- «Гамлет» — Офелія (Театр Антона Чехова)
- «Підземка» — … (Театр Антона Чехова)
- «Сини його коханки»
- «Ненормальна. Ненормальна? Ненормальна!!!»
- «Дамочка, або мінливості любові» — Ольга (Театральне агентство «Арт-Партнер ХХІ»),

### Фільмографія
- 1984 — Лідер —  Таня Корнілова
- 1985 — Страховий агент —  дружина Вадима
- 1987 — Врятуйте наші душі —  вчителька
- 1989 — Свєтік —  Оля
- 1990 — Захочу — полюблю —  Лідія
- 1991 — Втеча на край світу —  Марія
- 1991 — Снайпер —  Люсі
- 1992 — Дорога нікуди (Україна) —  Роена Футроз
- 1992 — Мушкетери двадцять років по тому —  Мадлен
- 1992 — Сім сорок —  Марго
- 1993 — Ангели смерті —  Ірина, снайпер
- 1993 — Американський дідусь —  Інга
- 1993 — Ка-ка-ду —  Соня
- 1993 — Купання принців /  Prinzenbad  —  Ліза
- 1993 — Таємниця королеви Анни, або Мушкетери тридцять років по тому —  Мадлен
- 1994 — Імперія піратів —  Зана
- 1997 — Графиня де Монсоро —  Жанна де Сен-Люк де Бріссак
- 1998 — Му-му
- 2003 — 2008 — Кобра: Антитерор
- 2003 — Інше життя —  Катя
- 2005 — Своя людина —  Марина Морозова
- 2005 — Від 180 і вище —  Віра
- 2006 — Класні ігри —  Світлана
- 2007 — Любов-морков —  Анастасія, дружина Корогодського
- 2007 — 2009 — Повороти долі — Інна Лаврова
- 2008 — Відлуння з минулого —  Вікторія Сергіївна Рябініна, журналіст
- 2009 — Влітку я віддаю перевагу… весіллю — Ольга Вікторівна
- 2010 — Я не я —  Олена, подруга співака Ангела, блондинка
- 2010 — 2011 — Тут хтось є —  Олена Погодіна, мати Даші, відома телеведуча
- 2011 — Любов і трохи перцю —  Лариса  (головна роль)
- 2011 — Обрив —  Поліна Крицька
- 2011 — У кожного своя війна —  Ніна
- 2012 — Мами —  камео
- 2012 — Втеча (2-й сезон) —  Жанна, директор аероклубу «Карат»
- 2012 — Шаповалов —  Анна Десятникова
- 2012 — Білий мавр, або Інтимні історії про моїх сусідів —  Ольга
- 2013 — Не жіноча справа —  Маргарита Варвіна
- 2013 — Вбивство на 100 мільйонів —  Аліса
- 2014 — Купрін —  Олена Вікторівна Ровинська, баронеса, співачка
- 2014 — Дідусь моєї мрії —  Маша Бєлкіна, дитячий лікар, дружина Михайла [8]
- 2014 — Будиночок у серці —  Елен, мама

## Санкції
Катерина Стриженова публічно закликає до агресивної війни, виправдовує та визнає законною збройну агресію Російської Федерації проти України, тимчасову окупацію території України, а також прославляє представників збройних формувань Російської Федерації та регулярних незаконних збройних формувань.
15 січня 2023 року Катерина Стриженова була додана до списку підсанкційних осіб в Україні.

## Визнання

### Громадські нагороди
- 2010 рік — приз VIII Відкритого російського фестивалю театру і кіно «Амурська осінь» в Благовєщенську в номінації «Краща жіноча роль у театрі» — за виконання ролі в антрепризній виставі режисера Надії Птушкіної «Ненормальна. Ненормальна? Ненормальна!!!»[31][32][33].
- 2010 рік — лауреат премії «Світський журналіст року» (Москва) у номінації «За внесок у професію»[34][35][36].